# AIM-26 Falcon

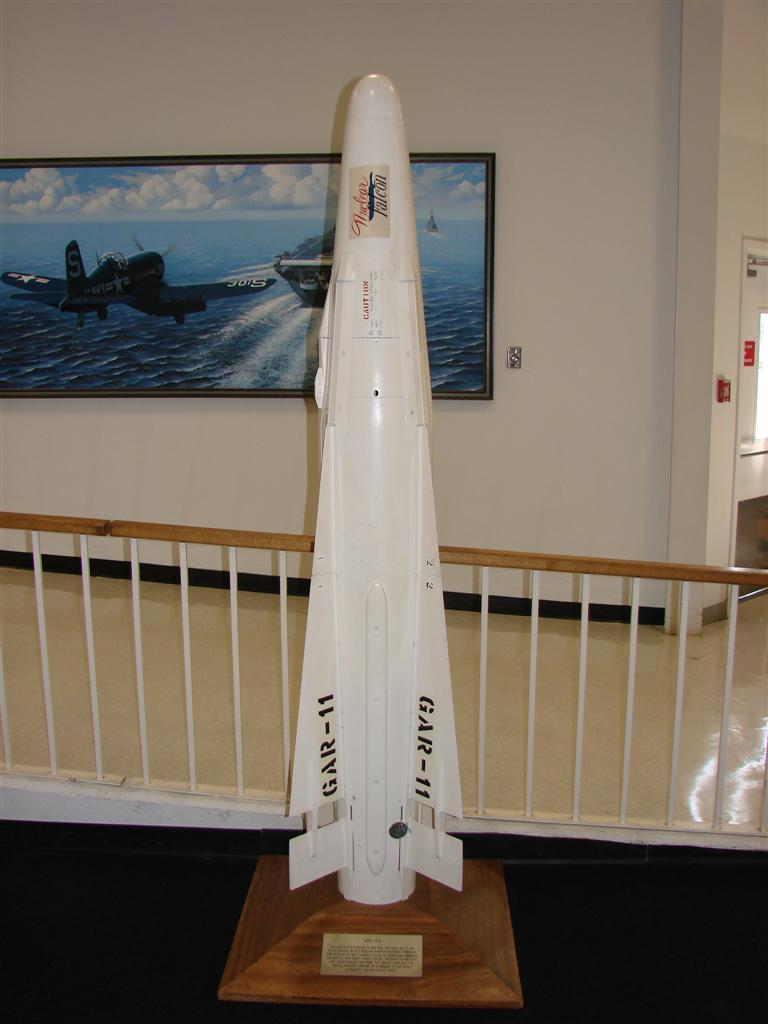
AIM-26 A en exhibición en el Museo Nacional de Aviación Naval, Pensacola, Florida.

El AIM-26 Falcon fue una versión más grande y potente del misil aire-aire AIM-4 Falcon construido por Hughes. Es el único misil aire-aire guiado estadounidense con ojiva nuclear que se ha producido; el cohete no guiado AIR-2 Genie también tenía capacidad nuclear.

## Ojiva convencional
Como parte de un proyecto más amplio de cambio de nombre del Ejército estadounidense, la Armada estadounidense y la Fuerza Aérea estadounidense, en 1963 el arma fue redesignada como AIM-26. La versión nuclear pasó a ser el AIM-26A, el modelo convencional el AIM-26B. De 1970 a 1972, las ojivas nucleares de las armas AIM-26A fueron reconstruidas para la versión nuclear de la bomba guiada AGM-62 Walleye.
El AIM-26 tuvo poco uso generalizado en el servicio estadounidense y se retiró en 1972. El AIM-26B convencional se exportó a Suiza como HM-55, donde se utilizó en los cazas suizos Mirage IIIS. El AIM-26B fue producido bajo licencia (y modificado) en Suecia como Rb 27, armando a los cazas Saab Draken J-35F y 35J. Se retiró en 1998. Cuando Finlandia compró Drakens, se incluyeron los Falcons suecos fabricados bajo licencia.